# Nikokles (Rhetor)
Nikokles aus Sparta (altgriechisch Νικοκλής Nikoklḗs; * um 310; † um 388) war ein spätantiker griechischer Grammatiker, Rhetor und Philosoph. Er ist vor allem als Lehrer des römischen Kaisers Julian bekannt.
Als Julians Lehrer in Konstantinopel war er von gewissem Einfluss und stand in hohem Ansehen. Werke des Nikokles sind weder überliefert noch bekannt. Informationen über ihn stammen vor allem aus dem Werk des Libanios, der ein Verehrer des Nikokles war. Er erwähnte ihn mehrfach in seinen Werken und schrieb ihm zahlreiche Briefe. Darin wird Nikokles als trefflicher Mensch von besonderer Gelehrsamkeit insbesondere in den Bereichen der Grammatik, Rhetorik und Philosophie charakterisiert.